# Ingo Radcke
Ingo Radcke (* 4. November 1946 in Kopenhagen) ist ein pensionierter deutscher Diplomat. Er war von 2003 bis 2006 Generalkonsul der Bundesrepublik Deutschland in Edinburgh.

## Leben
Nach einer Verpflichtung als Soldat auf Zeit bei der Bundeswehr mit dem späteren Rang eines Leutnants der Reserve folgte ein Studium der Rechtswissenschaften an den Universitäten Kiel, Lausanne und Edinburgh. Später war er Praktikant beim Bundesverband der Deutschen Industrie (BDI) in London.
Nach dem Eintritt in den Auswärtigen Dienst 1976 folgten Verwendungen an der Botschaft Canberra, Australien (als Referent für Presse und Politik), im Auswärtigen Amt in Bonn (in der Rechtsabteilung), im Bundesministerium der Verteidigung in Bonn (im Planungsstab), im Auswärtigen Amt (im Referat für allgemeine Personalangelegenheiten), an der Botschaft Den Haag, Niederlanden (als Referent für Presse und Öffentlichkeitsarbeit) sowie erneut im Auswärtigen Amt in Bonn (in der Zentralabteilung).
Von 1997 bis 2000 war Radcke Generalkonsul in Apenrade/Dänemark und Leiter des Rechts- und Konsularreferats der Botschaft Madrid, Spanien.

## Weblink
- Homepage der deutschen Vertretung in Edinburgh

| Personendaten    | Personendaten                                                                    |
| ---------------- | -------------------------------------------------------------------------------- |
| NAME             | Radcke, Ingo                                                                     |
| KURZBESCHREIBUNG | deutscher Diplomat und Generalkonsul der Bundesrepublik Deutschland in Edinburgh |
| GEBURTSDATUM     | 4. November 1946                                                                 |
| GEBURTSORT       | Kopenhagen                                                                       |